# オーブラック
オーブラックまたはオブラック (Aubrac) は、フランスの一地方で台地、高原。中央高地の一地域で、現行の行政区分ではミディ＝ピレネー地域圏、ラングドック＝ルシヨン地域圏およびオーヴェルニュ地域圏の一部を含む交点にあたる。面積はおよそ1,300平方キロメートル。
石灰岩質のグラン・コース (Grands Causses) や、花崗岩質の地形から成る。
この地方のチーズは古くから有名であり、プリニウスはこの地域のチーズ作りに言及している。オーブラックの名を冠した赤身肉の牛の品種もある。